# Fiskdamm (Färingtofta socken, Skåne, 622072-135216)
Fiskdamm är en sjö i Klippans kommun i Skåne och ingår i Rönne ås huvudavrinningsområde.